# Кылл, Эрвин
Эрвин Кылл (Кылль; эст. Ervin Kõll; 18 марта 1989, Ярва-Яани) — эстонский футболист, полузащитник и защитник.

## Биография
Воспитанник клуба «Флора» (Ярва-Яани), в нём же начал взрослую карьеру в 2005 году в третьей лиге Эстонии. В 2006 году перешёл в «Элву», выступавшую в первой лиге. В 2007 году присоединился к таллинской «Флоре», где поначалу выступал за резервную команду. В основной команде «Флоры» дебютировал 26 июля 2008 года в матче чемпионата Эстонии против «Вапруса», заменив на 61-й минуте Теэта Алласа. Всего в 2008 году сыграл 4 матча за «Флору» и стал серебряным призёром чемпионата. Весной 2009 года играл за другой клуб высшей лиги — «Тулевик» (Вильянди).
Летом 2009 года перешёл в «Пайде ЛМ», проводивший дебютный сезон в высшей лиге. На протяжении пяти с половиной сезонов был игроком стартового состава клуба. С 2015 года играл только за вторую команду «Пайде», но в июле 2016 года вернулся на один матч в основную команду и после этого завершил профессиональную карьеру. С лета 2016 года выступал на любительском уровне в низших лигах за «Ярва-Яани» и «Пайде-3».
Всего в высшем дивизионе Эстонии сыграл 176 матчей и забил 15 голов.
Выступал за молодёжную и олимпийскую сборные Эстонии.

## Достижения
- Серебряный призёр чемпионата Эстонии: 2008